# Schrammelmusik
La Schrammelmusik est un genre musical typique de la région de Vienne à la fin du XIXe siècle. Elle est considérée comme une musique traditionnelle viennoise.

## Histoire

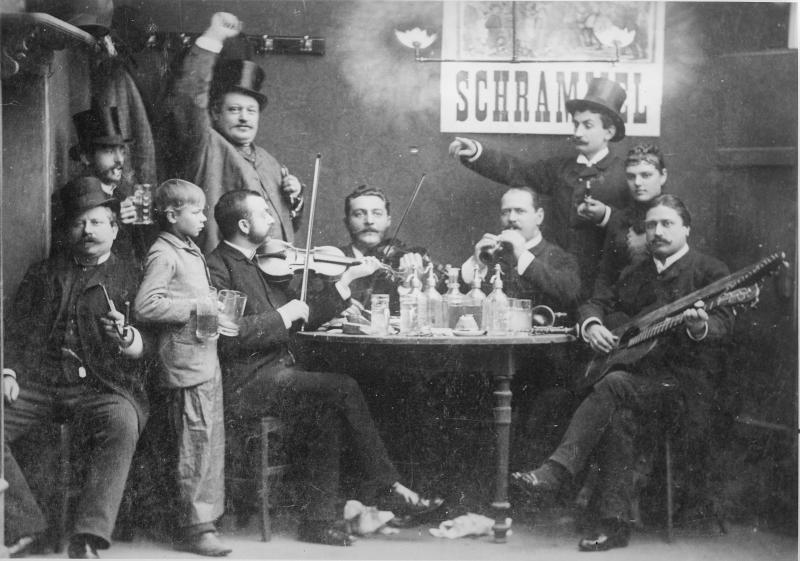
Le Schrammelquartett en 1879

Elle doit son nom aux frères Johann et Josef Schrammel (de), des violonistes et compositeurs de Vienne. En 1878, ils fondent avec le guitariste Anton Strohmayer (de) un petit ensemble proposant un répertoire folklorique de chants et de marches, de danses et de valses dans les Heuriger et les restaurants.
Comme le père des frères musiciens, Kaspar Schrammel (de), est né et a grandi à Litschau, la commune la plus septentrionale d'Autriche prend le surnom de Schrammelstadt. Chaque année a lieu près du Herrensee (de) le "Schrammel Klang Festival", un festival de musique traditionnelle viennoise.
Après l'arrivée du clarinettiste Georg Dänzer dans l'orchestre en 1884, les frères prennent le nom de "Specialitäten Quartett Gebrüder Schrammel", jouent des Wienerlieder (de) et obtiennent une grande renommée. Ils jouent aussi dans les palais et les salons de l'aristocratie et de la bourgeoisie de la capitale. La "Schrammeleuphorie" atteint des admirateurs tels que Johann Strauss et Johannes Brahms. Plus tard, Arnold Schönberg s'inspirera de leur musique. Cette influence est si grande qu'on confondra le Wienerlied et la Schrammelmusik.

## Description

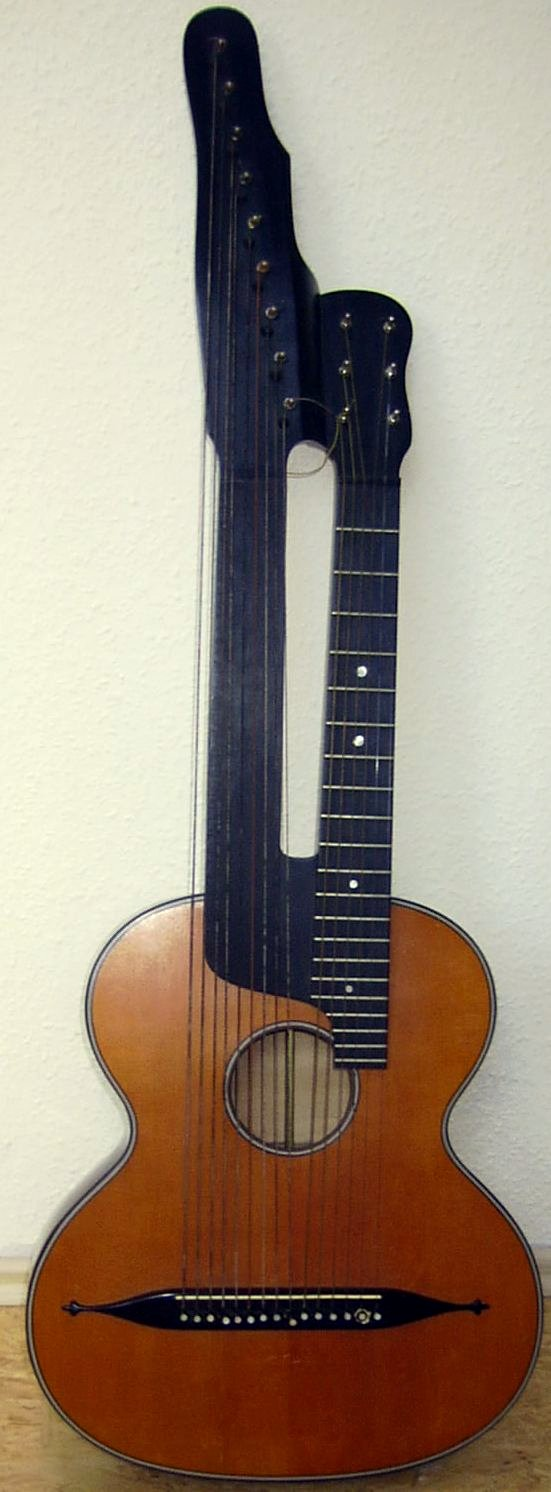
Une guitare Schrammel

Le Schrammelmusik se caractérise principalement par l'instrumentation "pleurante", mélancolique, néanmoins entraînante de la chanson.
L'orchestre typique est : deux violons, une contraguitare (de), une clarinette (le plus souvent une clarinette en sol ou "picksüßes Hölzl"), et un accordéon chromatique (accordéon Schrammel (de)).
Durant sept années, les frères Schrammel composent plus de 200 chansons et morceaux de musique. Ils meurent en 1893 et 1895, tous deux âgés de 43 ans.

## Sources, notes et références
- (de) Cet article est partiellement ou en totalité issu de l’article de Wikipédia en allemand intitulé « Schrammelmusik » (voir la liste des auteurs).